# Sungai Pahang
Der Pahang (malaiisch Sungai Pahang) ist ein Fluss auf der malaiischen Halbinsel in Malaysia.

## Geografie
Er ist mit einer Länge von 440 km der längste Fluss auf der malaiischen Halbinsel. Sein Einzugsgebiet deckt etwa drei Viertel des gleichnamigen Bundesstaats Pahang ab und ist in großen Bereichen deckungsgleich mit den Staatsgrenzen. Der Fluss entsteht durch den Zusammenfluss der beiden Flüsse Sungai Jelai und Sungai Tembeling. Seine höchstgelegenen Quellen befinden sich am Gunung Tahan (2187 m). Er mündet etwa 9 km östlich der Stadt Pekan in das Südchinesische Meer.

## Hydrologie
In den Wintermonaten zur Regenzeit kommt es häufig zu Überschwemmungen.

## Bilder

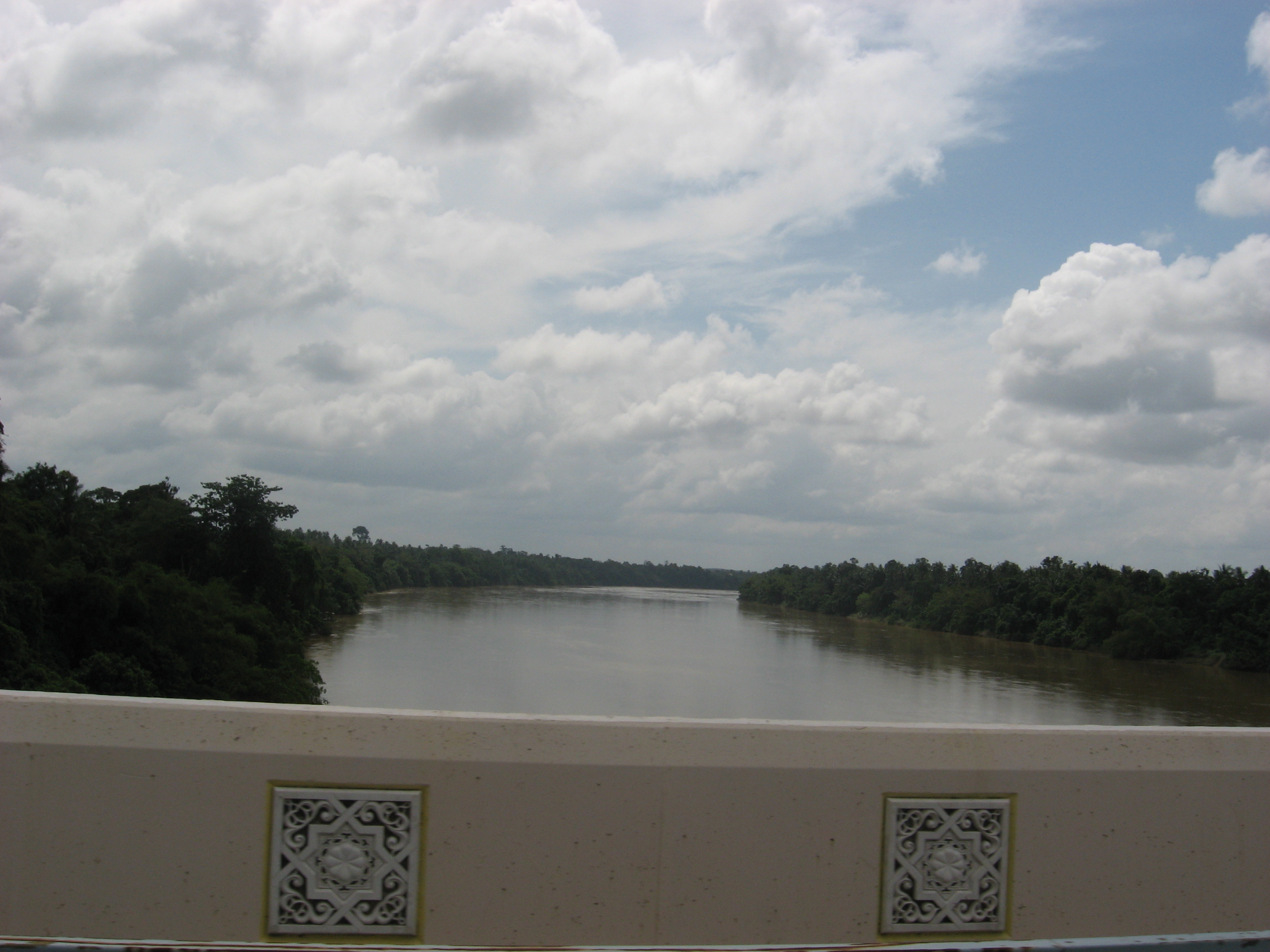
Der Pahang nahe Chenor
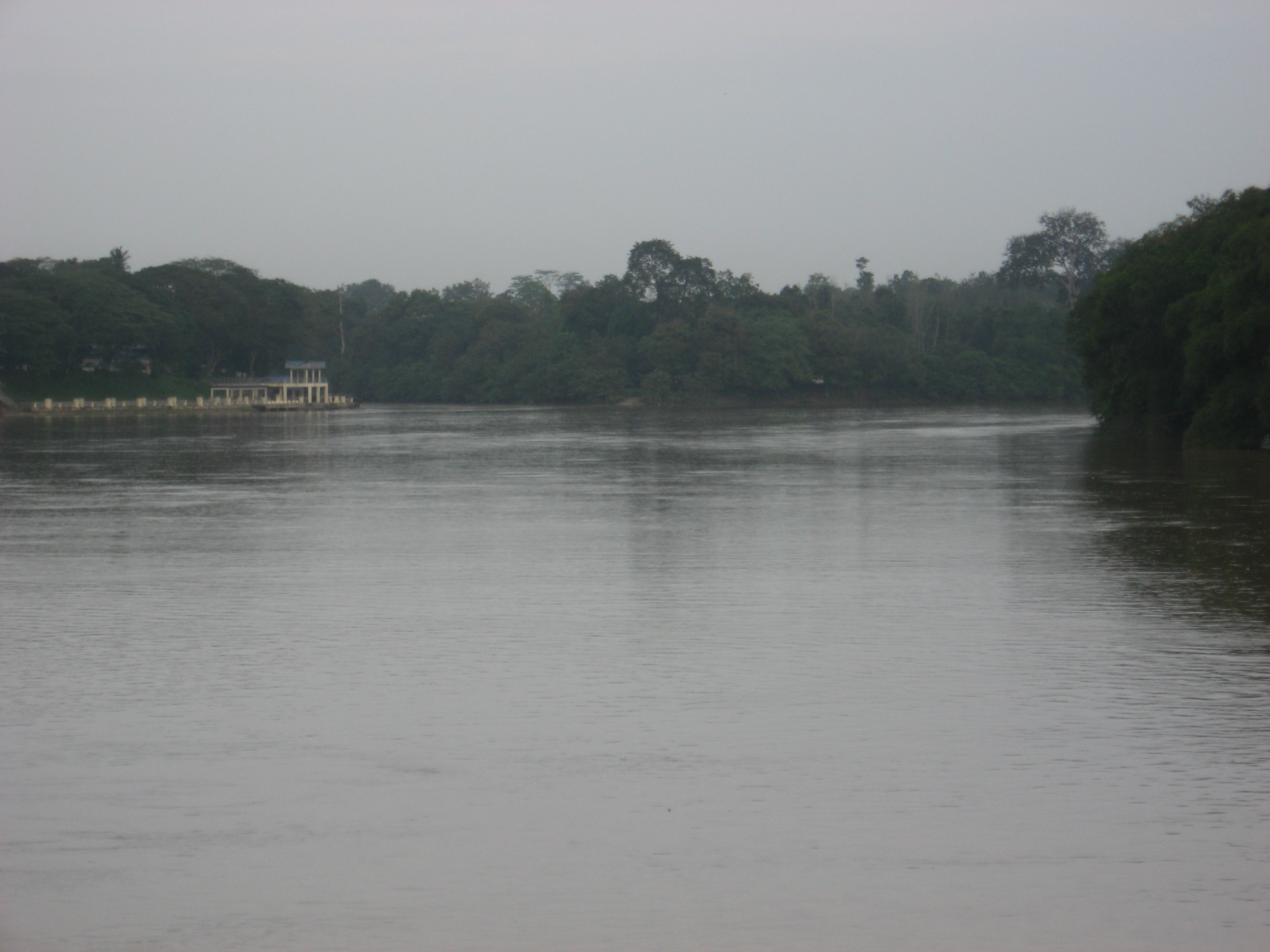
Zusammenfluss mit dem Semantan (rechts) nahe Pekan Sari Temerloh
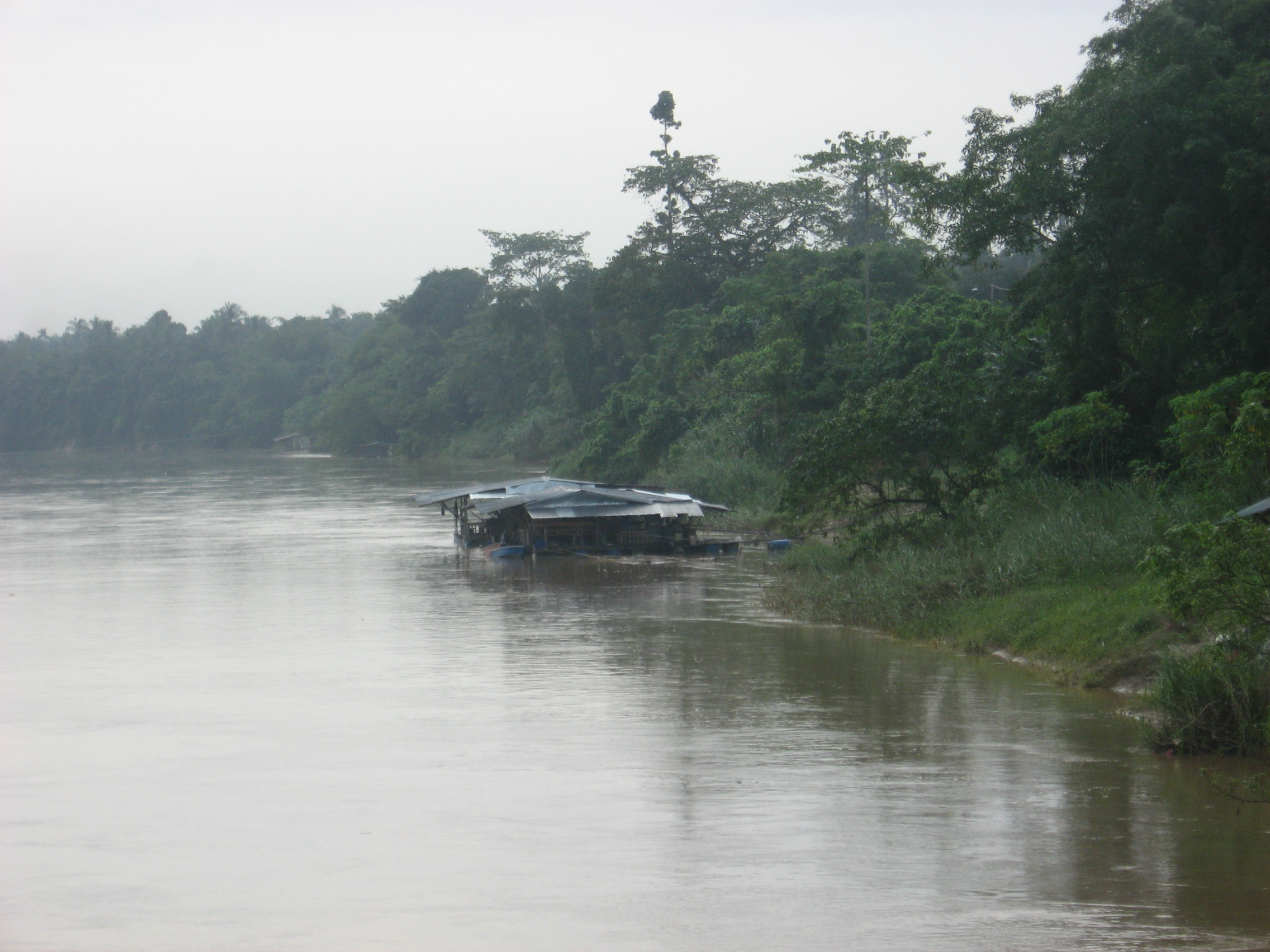